# Parc Tammsaare
Le parc Tammsaare (estonien : Tammsaare park), de 1955 à 1989 Parc du 16 octobre (estonien : 16. Oktoobri park) est un parc de Tallinn, en Estonie. 
Il est nommé en l'honneur d'Anton Hansen Tammsaare.

## Situation
Le parc est situé dans le Kesklinn, entre le théâtre d'Estonie et le Viru keskus. 
Le parc Tammsaare est bordé par la rue Pärnu maantee, le Sokos Hotel Viru, le centre commercial Viru keskus, le Boulevard Estonia puiestee, la place du théâtre, le théâtre d'Estonie et la rue Georg Ots.

## Histoire
Jusqu'au milieu du XIXe siècle, cette zone sous le parc était un terrain en friches entouré par les murs de la ville et la construction de bâtiments était restreinte pour des raisons militaires. 
En 1896, le terrain est pavé pour accueillir le nouveau marché de Tallinn qui y est transféré depuis la place de l'hôtel de ville. 
Entre 1903 et 1905, un grand «théâtre provisoire» en bois se dresse au milieu du parc actuel, c'est une sorte de grange qui montrait des pièces de théâtre et des films.
Des bâtiments de théâtre permanents ont ensuite été construits. 
Le premier en 1910 fut d'abord appelé le théâtre allemand de Reval (en), appelé aujourd'hui théâtre dramatique d'Estonie. 
En 1913, le théâtre d'Estonie y a été inauguré.
En 1947, l'architecte paysagiste Harald Heinsaar, conçoit la transformation du lieu en parc. 
Le marché est démoli en 1948 et transféré vers le marché central actuel. 
La construction du parc s'achève en 1950 et il a remporté le prix soviétique de l'Estonie.
De 1955 à 1989, le parc a été nommé parc du 16 octobre.
En 1976, le parc est restructuré.
En 1978, une statue de l'écrivain national Anton Hansen Tammsaare, sculptée par Jaak Soans et Rein Luubia, est érigée au centre du parc.
En 1981, on y érige la sculpture "Merineid" d'Edgar Viies.

## Galerie

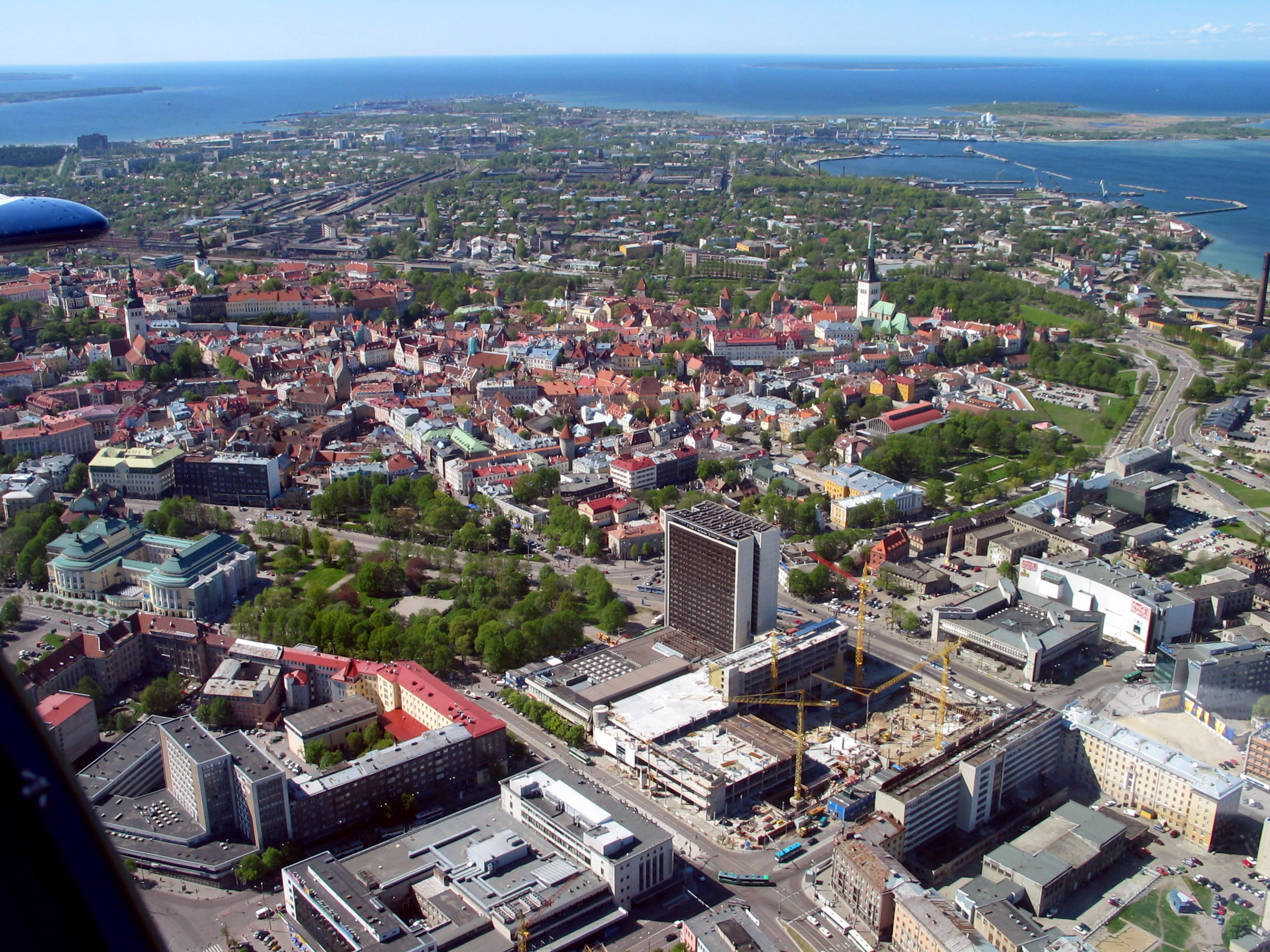
Le parc est en bas et à gauche entre l'opéra et le Viru Keskus en construction.
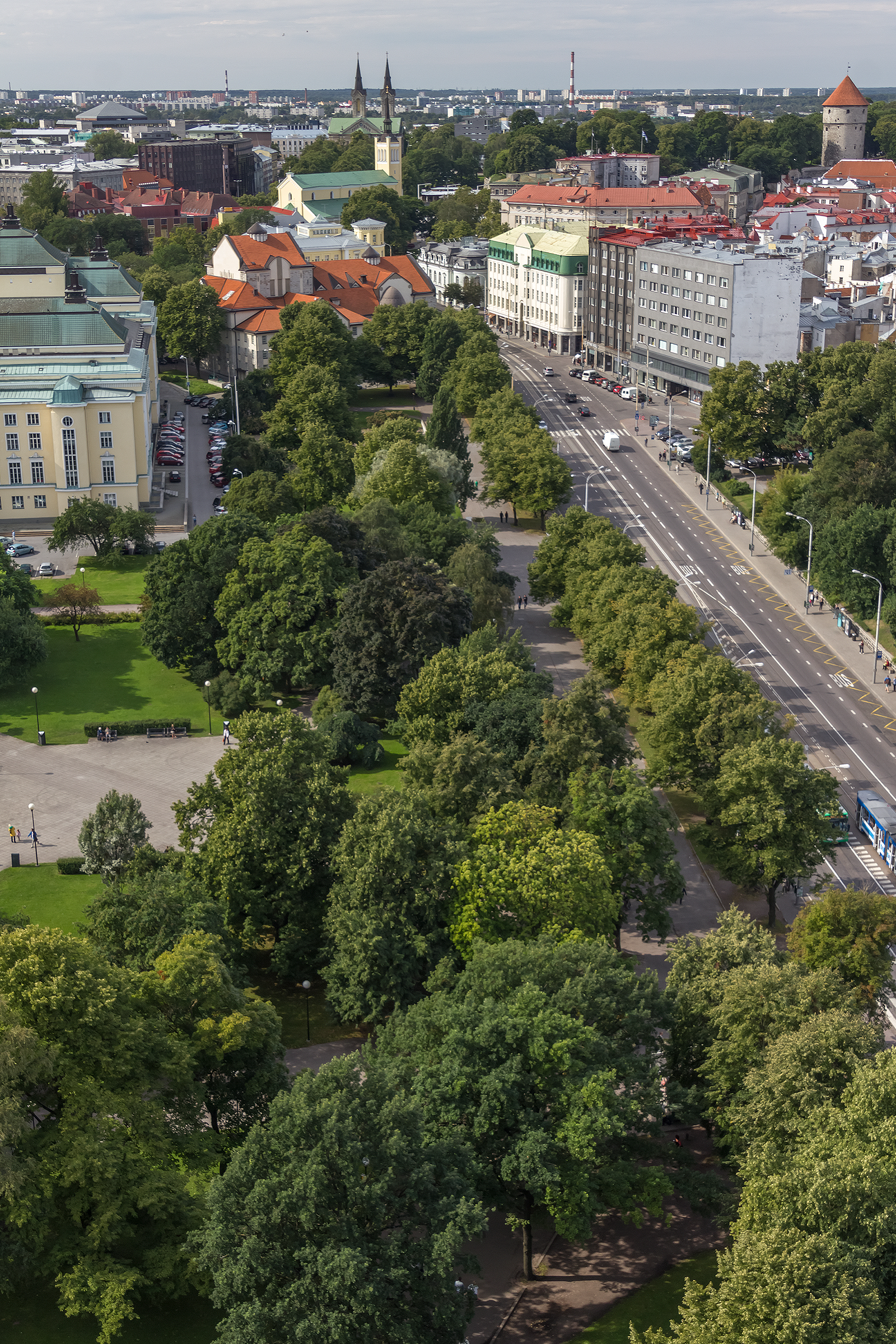
Vue partielle du parc.
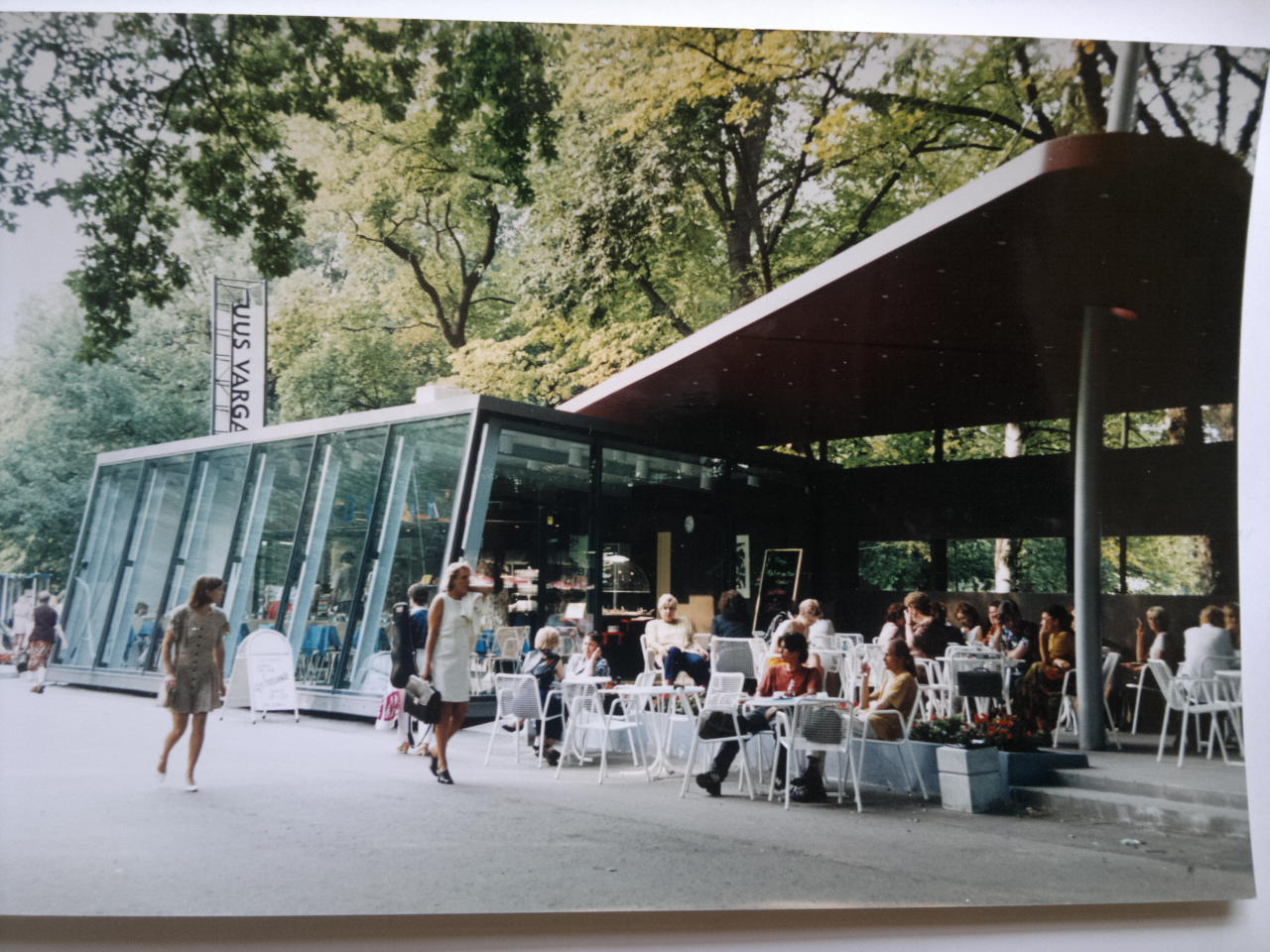
Café du parc en 2018.
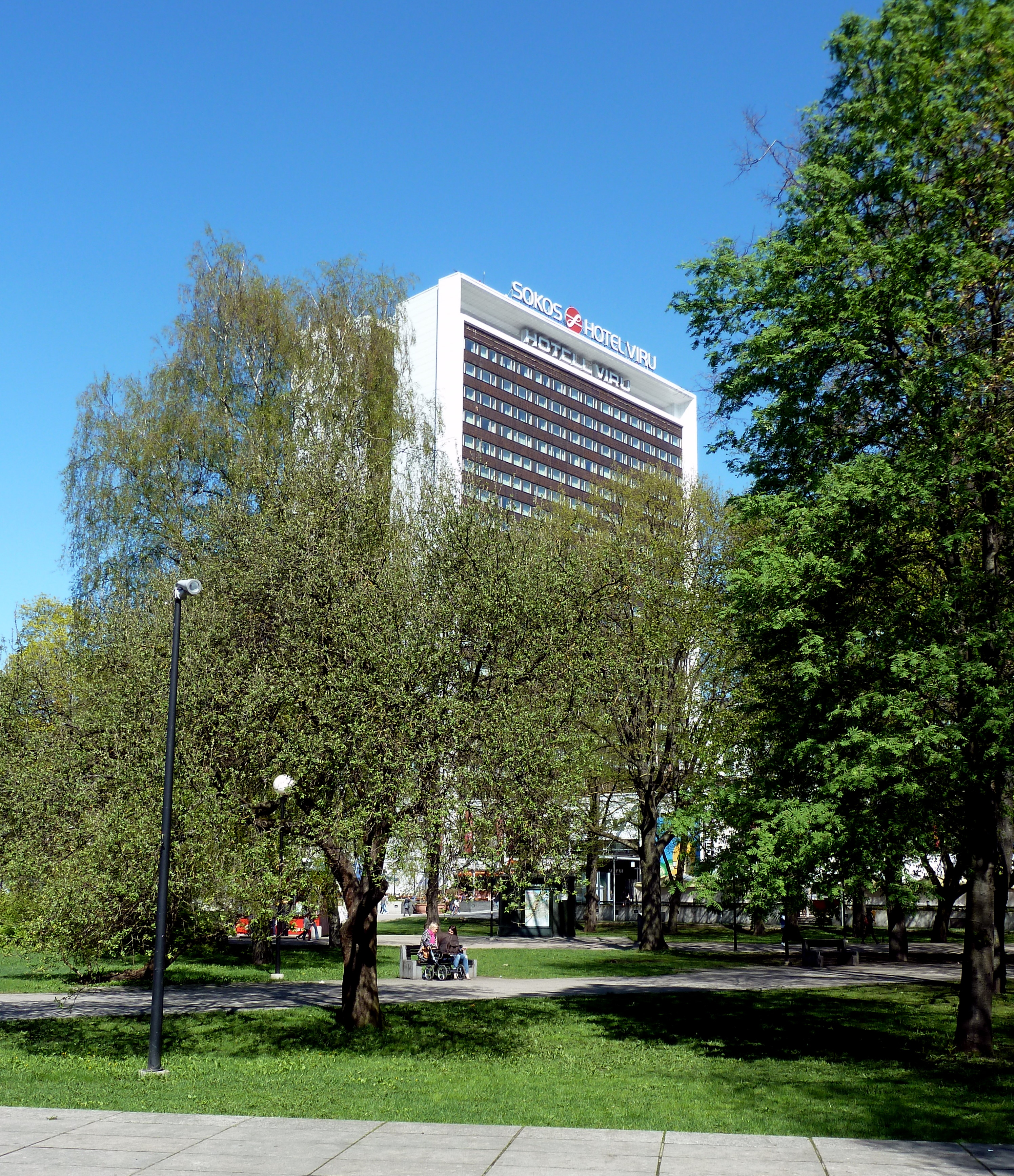
L'hôtel Sokos vu du parc.